# Chrysopa ophthalmica
Chrysopa ophthalmica är en insektsart som beskrevs av Navás 1913. Chrysopa ophthalmica ingår i släktet Chrysopa och familjen guldögonsländor. Inga underarter finns listade i Catalogue of Life.